# (29705) Cialucy
(29705) Cialucy est un astéroïde de la ceinture principale.

## Description
(29705) Cialucy est un astéroïde de la ceinture principale. Il fut découvert le 26 décembre 1998 à San Marcello Pistoiese par Andrea Boattini et Luciano Tesi. Il présente une orbite caractérisée par un demi-grand axe de 2,59 UA, une excentricité de 0,11 et une inclinaison de 4,0° par rapport à l'écliptique.

## Compléments